# あずき茶
あずき茶（小豆茶、あづき茶、あずきちゃ）は、焙煎した小豆を煎じて作った飲料である。
カフェイン成分が含まれていないため、幼児や妊婦が飲むのにも適している。
また、原材料が小豆のみのため、ゼロカロリーである。
あずき茶は大別すると2種類あり、原料の小豆を焙煎・粉砕し、それを熱湯で煮出して飲むもの、もう一つは餡子を作る過程で発生する小豆の煮汁をあずき茶と称するものがある。
前者は、豆っぽさは少なく、芳ばしい香りが特徴だが小豆の風味がやや劣る。
後者は、小豆の風味は強いものの豆っぽいえぐさが残るという特徴がある。
小豆には食物繊維やサポニンなどの栄養素が含まれており、利尿作用による浮腫防止や、母乳の分泌増進、便秘やダイエットにも良いと言われている。
また、骨粗しょう症の予防と改善に効果があると言われている。